# 大平組
大平組（おおひらぐみ）は、兵庫県尼崎市に本部を置いていた元暴力団。2014年、解散した。

## 歴代組長
- 初　代：大平　一雄（本名は松浦一雄、三代目山口組若頭補佐兼本部長）
- 二代目：中村天地朗（中村憲人とも名乗った[1]。六代目山口組若中）[2]。